# Twisted Pictures
Twisted Pictures je americká filmová produkční společnost, která se často podílela na výrobě filmu se společností Lions Gate Entertainment. Byla založena v roce 2004 producenty Markem Burgem, Orenem Koulesem a Greggem Hoffmanem. Společnost je známá díky spoluprodukci na filmové sérii Saw. V roce 2009 získala společnost práva na produkci filmu The Texas Chainsaw Massacre 3D.